# Цыплакова, Елена Октябревна
Елена Октябревна Цыплакова (род. 13 ноября 1958, Ленинград) — советская и российская актриса театра и кино, кинорежиссёр и театральный педагог. Народная артистка РФ (2013).

## Биография
Родилась 13 ноября 1958 года в Ленинграде в семье художников-графиков Октября Ивановича (ветеран ВОВ; умер в 1983 г. в возрасте 58 лет) и Зои Васильевны Цыплаковых. С детских лет активно занималась фигурным катанием, плаванием, пятиборьем. Ещё будучи школьницей, начала сниматься в кино у режиссёра Динары Асановой в фильме «Не болит голова у дятла», который вышел в 1974 году.
В 1978 году окончила актёрский факультет Государственного института театрального искусства им. А. В. Луначарского. В 1979 году окончила актёрский факультет ВГИК (мастерская Льва Кулиджанова и Татьяны Лиозновой). Работала в Малом театре (1979—1981). Окончила режиссёрский факультет ВГИКа (1985, мастерская Александра Алова и В. Наумова). Активно снималась в 1970—1980-х годах, сыграла более сорока ролей, включая популярный фильм «Мы из джаза» (1983).
В 1982 году Елена Цыплакова участвовала в пробах на главную роль в фильме «Чародеи». По словам режиссёра фильма Константина Бромберга, «она была очаровательна, но ей не хватало демонизма».
После перенесённой тяжёлой формы малярии, которой заболела в поездке с киноделегацией по Африке, набрала вес.
После режиссёрского дебюта в фильме «Гражданин убегающий» (1988) Карен Шахназаров пригласил Елену Цыплакову в своё творческое объединение «Старт». Там в 1989 году она сняла свою первую полнометражную картину — «Камышовый рай», которая удостоилась приза за режиссуру на МКФ в Сан-Себастьяне (1990).
В 2004 году в результате неудовлетворительной работы руководства Союза кинематографистов России была выдвинута на пост председателя правления от делегатов оппозиции, но в результате голосования проиграла действующему руководителю Никите Михалкову.
С 2003 по 2011 годы — декан факультета кино и ТВ Академии Натальи Нестеровой.
С 1 декабря 2018 года — главный режиссёр Московского областного театра драмы и комедии (Ногинск).

### Личная жизнь
В первый раз Цыплакова вышла замуж за коллегу из Малого театра по имени Сергей, выпускника Щепкинского училища. Регистрация брака состоялась в Риге, где Малый театр находился на гастролях. Свидетелями стали актёр Борис Галкин и актриса Ирина Печерникова. Брак продлился менее года.
Продолжительный роман в начале 1980-х связывал Цыплакову с партнёром по Малому театру, народным артистом РСФСР Виталием Соломиным.
В 1984 году Цыплакова вышла замуж за врача-стоматолога Сергея Максимовича Липеца. Вместе супруги прожили 13 лет.
В 2005 году она вышла замуж в третий раз, супруга зовут Павел Щербаков.

## Фильмография

### Актёрские работы
- 1974 — Не болит голова у дятла — Ира Фёдорова
- 1975 — Иван и «Коломбина» — Анка
- 1975 — Шаг навстречу (новелла «Дочь капитана») — Лида
- 1976 — Ключ без права передачи — Таня Косицкая, ученица 10 «Б»
- 1976 — Вдовы — Тоня, деревенская девочка
- 1977 — В зоне особого внимания — Настя, внучка лесника
- 1977 — Ненависть — Нюрка
- 1977 — Свидетельство о бедности — девушка у телефона-автомата, подруга Вити
- 1978 — Школьный вальс — Зося Кнушевицкая
- 1978 — Д’Артаньян и три мушкетёра — Кэтти, служанка Миледи (в титрах первой серии — И. Цыплакова)
- 1979 — Взрослый сын — Агния, девушка, побритая наголо
- 1979 — Клуб самоубийц, или Приключения титулованной особы — Джоан, дочь Клетчатого
- 1980 — Карл Маркс. Молодые годы — Мари Бёрнс
- 1980 — Адам женится на Еве — Ева
- 1980 — Быстрее собственной тени — Елена, диктор телевидения
- 1980 — Какие наши годы! — Тома
- 1980 — Ключ — Женя Степанова (Ершова)
- 1980 — Крах операции «Террор» — чекистка Лида, «Нина Батижур»
- 1980 — Никудышная — девица в компании
- 1983 — Мы из джаза — Катя Боброва, также известная как «Изабелла Фокс», эстрадная звезда
- 1983 — Трое на шоссе — Лиза, жена Анатолия
- 1983 — Человек на полустанке — Надежда, мать Проши
- 1984 — Счастливая, Женька! — Женька Кораблёва, медсестра
- 1984 — Гостья из будущего — Мария, сотрудница Института времени из Каменного века
- 1985 — Дети солнца — Фима, прислуга
- 1985 — Картина — Таня
- 1986 — Наш черёд, ребята! — Катя, диспетчер
- 1986 — Личный интерес — Елена Алексеевна, дочь Кунцевича
- 1987 — Гардемарины, вперёд! — императрица Елизавета Петровна
- 1987 — Где находится нофелет? — девушка в общежитии
- 1989 — За прекрасных дам! — Вера
- 1990 — Сукины дети — Галочка
- 1997 — Полицейские и воры — Жанна
- 1998 — Кому я должен — всем прощаю — Петра, бывшая одноклассница Александра
- 2001 — Семейные тайны — София
- 2004 — Сага древних булгар. Лествица Владимира Красное Солнышко — Слава, тётя Владимира
- 2008 — Участковый — Мария Семёновна, тётка Сарыча
- 2011 — Криминальное видео — Маша, жена Алексея Ивановича (в титрах ошибка — Е. Циплакова)
- 2013 — Цель вижу — Алдонина, полковник, начальник женской школы снайперской подготовки
- 2014 — Красивая жизнь — мама Юры
- 2014 — В плену обмана — Людмила Петровна
- 2016 — Чёрная кошка — Лидия Мишина, мать Ивана
- 2017 — Можно мне тебя обнять? — Евгения, бабушка Ани
- 2017 — Свидетельство о рождении — Анна, мать Евгения
- 2018 — Ласточка — Ольга Тарасова
- 2018 — Шаг в бездну — Саломея
- 2019 — «Сельский детектив» (телесериал) — Нина
- 2020 — Ищейка-5 — Жанна
- 2023 — Уголь — Лидия Журавлёва
- 2024 — 10 дней до весны — Людмила Бойко, мать Степана и Ксении
- 2025 — Тимур и его команда — Екатерина Сидоровна

### Телеспектакли
- 1979 — Солнце в авоське (фильм-спектакль) — Небесная Дева
- 1980 — Незнакомец — Люсенька
- 1981 — Доходное место (фильм-спектакль) — Полина
- 1982 — Дети Ванюшина — Аня
- 1983 — Вишнёвый сад — Аня

### Режиссёрские работы
- 1988 — Гражданин убегающий
- 1989 — Камышовый рай
- 1992 — На тебя уповаю
- 2001 — Семейные тайны
- 2004 — Полосатое лето
- 2007 — Дед Мороз поневоле
- 2008 — Женщина без прошлого
- 2009 — 2010 — Кармелита. Цыганская страсть
- 2013 — Первая любовь
- 2013 — 2014 — Пока станица спит
- 2015 — Чужое гнездо
- 2017 — Свидетельство о рождении
- 2021 — Несломленная
- 2022 — Дорога к счастью

### Озвучивание
- 1989 — Не покидай... — Марта Веснушка (роль Елены Антоновой)

## Общественная позиция
Елена Цыплакова поддержала начавшееся в 2022 году вторжение России на Украину .

## Награды
- 1990 — МКФ в Сан-Себастьяне — приз кинокритиков и приз за режиссуру (фильм «Камышовый рай»)
- 1996 — почётное звание Заслуженная артистка РФ[10]
- 2013 — почётное звание Народная артистка РФ
- 2013 — XI Международный фестиваль военного кино имени Ю. Н. Озерова (Тула) — приз «Золотой меч» за лучшую женскую роль второго плана (фильм «Цель вижу»)
- 2015 — VII Международный фестиваль кино и телепрограмм для семейного просмотра им. В. Леонтьевой «От всей души» (Ульяновск) — приз за лучшую женскую роль (фильм «Цель вижу»)[11]
- 2017 — кинофестиваль «Киношок», конкурс игровых телевизионных фильмов «ТВ-Шок» — первый приз (фильм «Свидетельство о рождении»)[12]
- 2025 — премия «Фигаро»[13]